# کشتی با ارنست همینگوی
کشتی با ارنست همینگوی (به انگلیسی: Wrestling Ernest Hemingway) یک فیلم سینمایی آمریکایی در ژانر درام عاشقانه محصول سال ۱۹۹۳ میلادی به کارگردانی راندا هاینز و با بازیگران اصلی این فیلم ریچارد هریس، رابرت دووال، ساندرا بولاک، شرلی مک‌لین و پایپر لوری می‌باشد.

## بازیگران اصلی
- رابرت دووال در نقش والتر
- ریچارد هریس در نقش فرانک
- شرلی مک‌لین در نقش هلن کوونی
- ساندرا بولاک در نقش الین
- پایپر لوری در نقش جورجیا